# Deirdre Lovejoy
Deirdre Lovejoy  est une actrice américaine. Elle est connue pour son rôle dans la série télévisée The Wire, dans laquelle elle joue le rôle du procureur adjoint Rhonda Pearlman. Elle tient également les rôles notables de Heather Taffet dans Bones. Depuis 2016, elle tient le rôle récurrent de Cynthia Panabaker dans la série Blacklist.

## Biographie
Son père était en poste dans l'armée de l'air à Abilene (Texas). Il déménage au Connecticut puis à Pittsburgh en Pennsylvanie. Ses parents divorcent. Sa mère se remarie et Deirdre et son frère aîné Charlie déménagent à Elkhart dans l'Indiana. Elle débute au Elkhart Civic Théâtre.
Elle étudie à l'école secondaire d'Elkhart Memorial. Elle est encouragée à Evansville par son professeur de théâtre et John David Lutz pour acquérir une formation avancée, Deirdre poursuit ses études à l'Université de New York et commence sa carrière comme actrice professionnelle à New York[source insuffisante].
Elle est diplômée de l'Université d'Evansville avec un diplôme de premier cycle en théâtre. Elle a étudié à de l'Université de New York à la Tisch School of the Arts.

## Filmographie

### Films
| Année | Titre                                  | Rôle                         | Notes      |
| ----- | -------------------------------------- | ---------------------------- | ---------- |
| 1996  | Rescuing Desire                        | Bookstore salesgirl          |            |
| 1998  | Number One                             | Jean                         | Short film |
| 1998  | Sour Grapes                            | Nurse Wells                  |            |
| 1999  | Random Hearts                          | Officer Isabel               |            |
| 1999  | The Talented Mr. Ripley                | Fighting neighbor            |            |
| 2000  | Shaft                                  | Police Officer               | Uncredited |
| 2001  | My Sister's Wedding                    | Beverly Modina               |            |
| 2001  | Thirteen Conversations About One Thing | Student teacher              |            |
| 2006  | Step Up                                | Nora's mom / Katherine Clark |            |
| 2009  | Gloria & Eric                          | Gloria                       | Short film |
| 2009  | The Stepfather                         | Detective Tylar              |            |
| 2011  | Bad Teacher                            | Sasha's mother               |            |
| 2013  | Killing Vivian                         | Toaster                      | Short film |
| 2013  | Lionhead                               | Detective Lundgren           |            |
| 2014  | Thirsty                                | Doris Townsend               |            |
| 2016  | Billy Lynn's Long Halftime Walk        | Denise Lynn                  |            |

### Télévision
| Année     | Titre                               | Rôle                                   | Notes                                                                        |
| --------- | ----------------------------------- | -------------------------------------- | ---------------------------------------------------------------------------- |
| 1990      | The Kennedys of Massachusetts       | Rosemary Kennedy                       |                                                                              |
| 1994      | New York, police judiciaire         | Judith Crockit                         | saison 5, épisode 8 Pleins pouvoirs                                          |
| 1997      | New York, police judiciaire         | technicienne scientifique              | saison 8, épisode 1 Le Grand Frisson                                         |
| 1998      | Seinfeld                            | Customer #3                            | Episode : "The Dealership"                                                   |
| 1999      | Trinity                             | Karen Sealey                           | Episode: "Breaking In, Breaking Out, Breaking Up, Breaking Down"             |
| 1999–2000 | Spin City                           | Reporter                               | 3 episodes                                                                   |
| 2000–2001 | New York, unité spéciale            | officier Hernandez                     | saison 1, épisode 22 Un psy chez les flics / saison 2, épisode 12 Double vie |
| 2001      | Ed                                  | Ms. Tiana Diamond                      | Episode: "Closure"                                                           |
| 2002      | Without a Trace                     | Mrs. Kathy Peterson                    | Episode: "In Extremis"                                                       |
| 2002–2008 | Sur écoute (The Wire)               | Asst. State's Attorney Rhonda Pearlman | 60 épisodes                                                                  |
| 2002      | New York, section criminelle        | Penny Halliwell                        | saison 2, épisode 6 Trafic                                                   |
| 2003      | Strong Medicine                     | Taylor                                 | Episode: "Orders"                                                            |
| 2003      | Touched by an Angel                 | Courtney                               | Episode: "A Time for Every Purpose"                                          |
| 2003      | Le Cartel (Kingpin)                 | Unknown                                | Episode: "Black Magic Woman"                                                 |
| 2003      | The Lyon's Den                      | Ms. Felicity Easton                    | Episode : "The Fifth"                                                        |
| 2003      | Judging Amy                         | State Attorney                         | Episode: "The Long Goodbye"                                                  |
| 2004      | NYPD Blue                           | Michelle Foster                        | Episode: "Chatty Chatty Bang Bang"                                           |
| 2004      | The West Wing                       | Lisa Wolfe                             | 2 episodes                                                                   |
| 2005      | Nip/Tuck                            | Allie Tedesco                          | saison 3, épisode 9 Nouvelle identité                                        |
| 2006      | The Closer                          | Melissa Langner                        | Episode: "Heroic Measures"                                                   |
| 2006      | Numb3rs                             | Daria Samson                           | Episode: "Waste Not"                                                         |
| 2006–2007 | Close to Home                       | Ellen Porter                           | 2 episodes                                                                   |
| 2007      | Cold Case : Affaires classées       | Regie Kunze, 2007                      | saison 5, épisode 10 Justice                                                 |
| 2008      | Under                               | Detective June-Mary Cavanaugh          | Television movie                                                             |
| 2008      | Shark                               | Monica Wells                           | Episode: "One Hit Wonder"                                                    |
| 2008      | New York, unité spéciale            | Penelope Fielding                      | saison 9, épisode 19 Ne jamais oublier                                       |
| 2008      | Eli Stone                           | A.D.A. Samantha Jarrells               | 2 episodes                                                                   |
| 2009      | Lie to Me                           | Holly Sando                            | Episode: "Unchained"                                                         |
| 2009      | Saving Grace                        | Linda Hall                             | Episode: "What Would You Do?"                                                |
| 2009      | New York, section criminelle        | Agent Carmen Martino                   | saison 8, épisode 16                                                         |
| 2009      | The Forgotten                       | Zoe Jenks                              | Episode: "Pilot"                                                             |
| 2009      | Medium                              | Dr. Betty Messner                      | 2 episodes                                                                   |
| 2009–2011 | Bones                               | Heather Taffet                         | 3 episodes                                                                   |
| 2010      | Outlaw                              | Karen Rukheyser                        | Episode: "In Re: Officer Daniel Hale"                                        |
| 2011      | Esprits criminels                   | Agent Jenny Bates                      | Episode: "The Thirteenth Step"                                               |
| 2011      | Brothers & Sisters                  | Marissa Crandall                       | Episode: "Father Unknown"                                                    |
| 2011      | The Protector                       | Unknown                                | Episode: "Affairs"                                                           |
| 2012      | Body of Proof                       | Jeannie Morris                         | 2 episodes                                                                   |
| 2012      | Private Practice                    | Sean Petrucci                          | Episode: "Apron Strings"                                                     |
| 2013      | American Horror Story: Asylum       | Lana's host                            | Episode: "Continuum"                                                         |
| 2014      | Girls                               | Aunt Margo                             | Episode: "Flo"                                                               |
| 2014      | Orange Is the New Black             | Chris Maser                            | 2 episodes                                                                   |
| 2016      | American Gothic                     | Detective Linda Cutter                 | 9 episodes                                                                   |
| 2016      | Shameless                           | Rita Smith                             | 3 episodes                                                                   |
| 2016      | Blacklist                           | Cynthia Panabaker                      | 6 episodes                                                                   |
| 2017      | Bull                                | Rebecca Whelan                         | Episode: "A Business of Favors"                                              |
| 2017      | Elementary                          | Carrie Traub                           | Épisode 11 : Jolies Poupées                                                  |
| 2017      | Elizabeth Smart, kidnappée à 14 ans | Wanda Barzee                           | Téléfilm                                                                     |
| 2019      | Comment élever un super-héros       | Charlotte Tuck                         | 4 épisodes                                                                   |

## Voix françaises
- Annie Le Youdec dans :
  - Sur écoute (2002-2008)
  - Bones (2009-2011)
  - Esprits criminels (2011)

- Frédérique Cantrel dans Numbers (2006)
- Magali Barney dans American Gothic (2016)
- Danièle Douet dans Blacklist (2016-2021)
- Véronique Augereau dans Comment élever un super-héros (2019)